# Karl-Heinz Stapper
Karl-Heinz Stapper (* 1955 in Emsdetten) ist ein deutscher Maler und Designer.
Sein Thema ist vorwiegend die figürliche Malerei. Als Designer arbeitet er im Bereich Architekturdesign.

## Leben
Von 1977 bis 1981 studierte Stapper den Studienschwerpunkt Objektdesign an der Fachhochschule Münster. 1982 war er auf der Documenta 7 in Kassel freier Mitarbeiter von Joseph Beuys und entwarf die Papiertasche 7000 Eichen / Kunst-Dünger (Edition Staeck, Heidelberg / Werkverzeichnis Joseph Beuys - Multiples / Schellmann. München).
Karl-Heinz Stapper lebt und arbeitet seit 1987 in Köln. Ausgehend von figürlich- expressiver Malerei in den 1980er Jahren, reduziert Stapper seine Malerei ab Anfang der 1990er Jahre auf fotografisch-realistische Motive und setzt diese mit malerischen Mitteln um. Dabei setzt er häufig Verweise auf die klassische Akt- und Landschaftsmalerei wie auf Alltagsgeschichte.
In der Tradition der ehemaligen Werkkunstschulen und des Bauhauses arbeitet Stapper nach dem Studium im angewandt-künstlerischen Bereich vor allem als Objektdesigner.

## Ausstellungen

### Einzelausstellungen (Auswahl)
- 1980 Universität Bielefeld (ZIF)
- 1981 Galerie Das Bilderhaus, Frankfurt
- 1989 Kunstverein Steinfurt, Huck-Beifang-Haus
- 1990 Galerie Hirsch-Fischer, Hamburg
- 1992 Galerie Cubus, Duisburg
- 2004 Deutsche Lufthansa, München
- 2005 Josephkirche, Köln
- 2008 Kunstverein Heidenheim

### Beteiligungen (Auswahl)
- 1982 Freie Mitarbeit bei Joseph Beuys während der Dokumenta 7 in Kassel, Kunst-Dünger - zum Projekt 7000 Eichen
- 1987 Große Kunstausstellung NRW, Kunstpalast Düsseldorf
- 1990 Sechs Künstler aus Köln, Kunstverein Emsdetten
- 1992 1EXHIBITION, Flottmann-Hallen, Herne
- 1993 1EXHIBITION, Kunstsammlungen der Stadt Limburg
- 1997 Ten Years After, Köln-Deutzer Werft
- 2013 Retrospektiv, Galerie Münsterland

### Architekturprojekte
- seit 1984 Projekte in Dortmund, Neuss, Alfeld, Essen, Norderney, Papenburg, Herford, Münster, Bielefeld, Minden, Melle, Schüttorf, Konstanz, Singen, Balingen, Tübingen, Porta Westfalica, Vreden, Cham, Soltau, Trittau, Heinsberg, Hannover, Regensburg, und Köln